# Elaida do Avriny a'Roihan
Elaida do Avriny a'Roihan is in de boekenserie Het Rad des Tijds, geschreven door Robert Jordan, een Aes Sedai van de Rode Ajah en later de Amyrlin Zetel van de Aes Sedai in Tar Valon.

## Elaida voor haar verheffing
Voor haar opstand tegen Siuan Sanche was Elaida de raadsvrouwe van koningin Morgase Trakand van Andor. Ze had het zeer zeldzame talent van Voorspellen, waarmee ze voorspelde dat "de Andoraanse kroon de sleutel is tot het winnen van Tarmon Gai'don".
Toen heer Gaebril - in het geheim de Verzaker Rahvin - Morgase in haar greep kreeg en Andor de Aes Sedai vijandig werd keerde Elaida terug naar Tar Valon. Daar puzzelde ze de band tussen Siuan Sanche, de Amyrlin Zetel, en de Herrezen Draak Rhand Altor uit. Ze besloot dat er actie ondernomen moest worden om de Witte Toren te redden.

## Elaida als Amyrlin van Tar Valon
Samen met een selecte groep zusters zette Elaida de wettige Amyrlin Zetel Siuan Sanche, verheven uit de Blauwe Ajah, af en zette haar gevangen (na haar ondervraging werd ze gesust). Binnen en rondom de Witte Toren braken gevechten uit tussen zwaardhanden en Aes Sedai toen sommigen probeerden Siuan te bevrijden. Daarbij kwamen zwaardhanden en Aes Sedai om het leven, waarvan er enkele bekend zijn: Alric, de zwaardhand van Siuan Sanche, en Hammer, de leermeester van de zwaardhanden. Uiteindelijk leidde dit tot de vlucht van honderden Aes Sedai uit de Toren, zodat ze Elaida niet als Amyrlin hoefde te erkennen.
Elaida regeerde de Toren na haar verheffing met ijzeren vuist. Ze eiste dat de opstandelingen in Salidar - Altara - zich aan haar gezag zouden onderwerpen, en stuurde Tarna Feir naar Salidar om het de rebellen te onderhandelen (echter zonder succes). Slechts 294 Aes Sedai erkenden haar als Amyrlin Zetel, waaronder de hele Rode Ajah, wat betekende dat slechts een derde van alle Aes Sedai haar werkelijk volgde. Een even groot aantal rebelleerde openlijk tegen haar.
De regering van Elaida staat in de boeken als die van een aantal zware mislukkingen: Elaida faalde om Rhand Altor, erkend als de Herrezen Draak, naar Tar Valon te krijgen. Het liep uit op een ramp waarbij Altor werd gemarteld door Galina Casban en Katerine Alruddin, beide van de Rode én de Zwarte Ajah. Bij Dumais Bron werden bijna 20 Aes Sedai gedood of door de Asha'man gevangengenomen.
Een poging van Elainda om de Zwarte Toren in Caemlin, Andor, uit te roeien met 50 Aes Sedai onder leiding van Toveine Gazal faalde: alle Aes Sedai werden door de Asha'man gevangengenomen en gebonden. Dit betekende een enorm verlies voor de Toren. Ondanks pogingen tot geheimhouding is de Ramp reeds uitgelekt binnen de Ajahs.
Tot overmaat van ramp voor Elainda was haar Hoedster der Kronieken, de Witte zuster Alviarin Freidhen, het hoofd van de Zwarte Ajah. Alviaren heeft Elaida lange tijd onder de duim gehouden en weefde haat en splitsing door de Toren, waardoor veel Aes Sedai elkaar nu openlijk haten. Bovendien riep ze enkele ongelukkige verklaringen uit waardoor de Toren in een slecht daglicht kwam te staan (onder andere "doem en rampspoed" over iedereen die Rhand Altor buiten de Witte Toren benaderde). Toen het leger van de opstandige Aes Sedai onder leiding van Egwene Alveren voor de muren van Tar Valon verscheen met 30.000 krijgslieden zat Elaida vast in Tar Valon.
Ondanks verwoede pogingen het heft weer in handen te krijgen, is het duidelijk dat Elaida het aan het afleggen is. Ze wist zich van Alviarin te ontdoen en Tarna Feir tot haar Hoedster te maken, maar ze kon niets veranderen aan de onderhandelingen tussen de opstandelingen en de Zaal van de Toren, noch aan het feit dat de Aes Sedai buiten de muren de havens af wisten te sluiten. Een klein succes leek de gevangenneming van Egwene, maar die zette de strijd tegen Elaida vanuit de Toren zelf voort en is aan de winnende hand.